# Richard Böckh
Richard Böckh, född 28 mars 1824 i Berlin, död där 5 december 1907, var en tysk statistiker; son till August Böckh.
Böckh inträdde 1845 i preussisk statstjänst, blev 1864 regeringsråd och var 1875-1902 direktör för staden Berlins statistiska byrå. År 1881 utnämndes han tillika till extra ordinarie professor vid Berlins universitet och 1895 till ordinarie professor. 
På 1860-talet publicerade Böckh några väl mottagna, på noggranna källstudier grundade arbeten om begränsningen och bestämmandet av Tysklands språkområden, såsom Sprachkarte vom preußischen Staat (1864), Die statistische Bedeutung der Volkssprache als Kennzeichen der Nationalität (1866) och Der deutschen Volkszahl und Sprachgebiet (1869).
Av hans senare arbeten kan nämnas Die geschichtliche Entwickelung der amtlichen Statistik des preußischen Staats (1863), Sterblichkeitstafel für den preußischen Staat im Umfang vom 1865 (1875), Die Bevölkerungs-, Gewerbe- und Wohnungsaufnahme von 1. Dezember 1875 in der Stadt Berlin (1878; vidare för åren 1880, 1885, 1890, 1895) och Die Bewegung der Bevölkerung der Stadt Berlin 1869-1878 (1884), varjämte han utgav "Statistisches Jahrbuch der Stadt Berlin" (årgång 1877-99, den sista utkom 1902), där han meddelade viktiga undersökningar, särskilt i fråga om äktenskapsstatistiken.
Böckh införde förfinade metoder och vetenskapligare behandling av källorna, och Berlins statistiska byrå blev under hans ledning den främsta i världen. Han hade ett stort inflytande på den i kraftigt uppsving varande kommunalstatistiken i Tysklands större städer; han utarbetade bland annat en särskild metod för mortalitetstabellernas beräkning.